# 日本—阿富汗关系
阿富汗及日本之間的外交關係（波斯語：‎）於1931年正式建立。兩國早期的接觸可追溯到1907年，当时在迈万德击败英国的阿富汗将军阿尤布·汗访问了日本。2021年，因塔利班占领阿富汗，日本驻阿富汗大使馆的相关业务也在撤僑行動中被转移到卡塔尔多哈。

## 外部連結
- The Embassy of Afghanistan, Tokyo - website （页面存档备份，存于）